# Nicole Westig

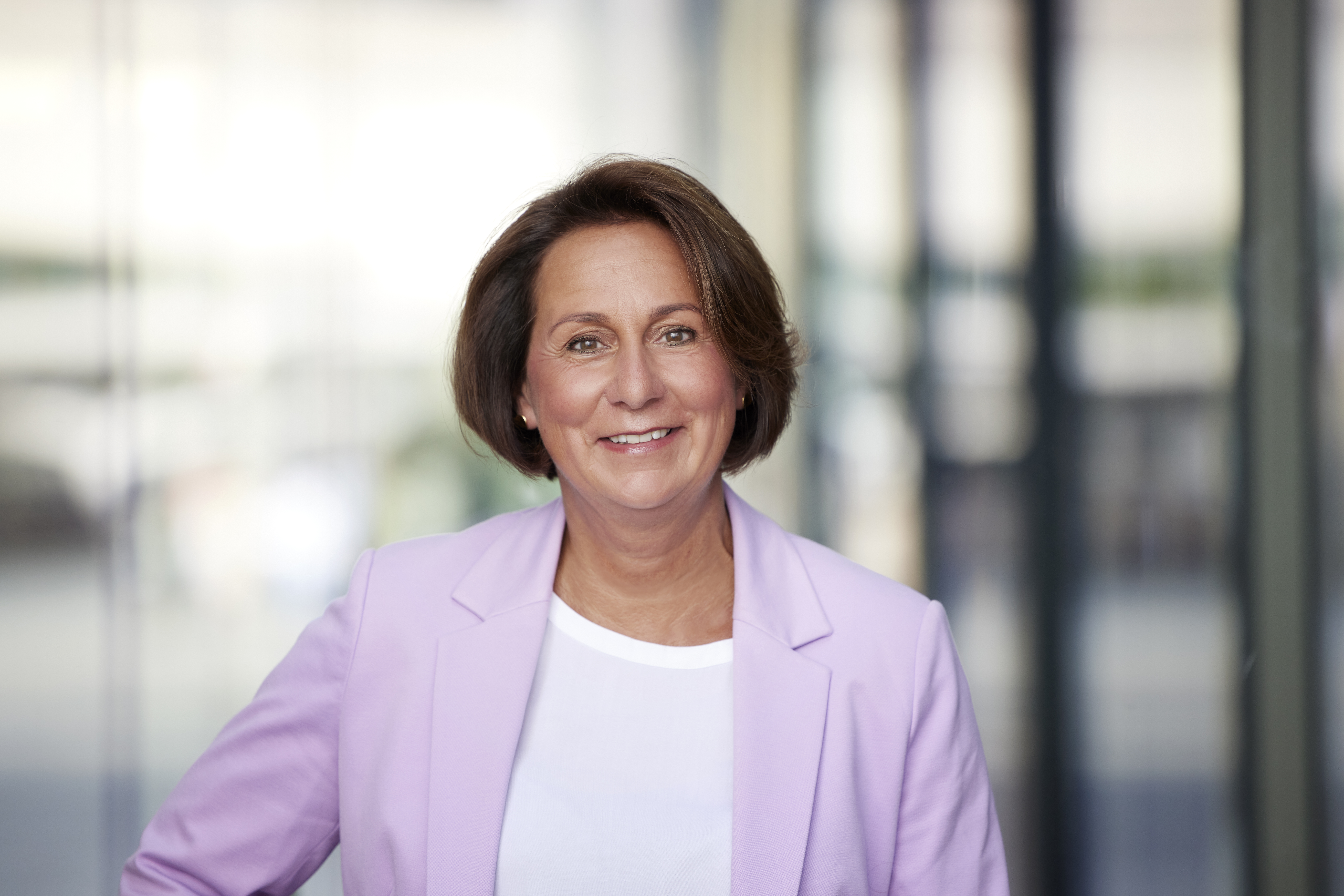
Nicole Westig, MdB (2023)

Nicole Westig (* 13. November 1967 in Menden) ist eine deutsche Politikerin (FDP). Von 2017 bis 2025 war sie Mitglied des Deutschen Bundestags.

## Leben und Beruf
Nicole Westig wuchs in ihrem Geburtsort Menden auf und legte 1987 am städtischen Walram-Gymnasium ihr Abitur ab. Ab 1988 studierte sie an der Rheinischen Friedrich-Wilhelms-Universität Bonn Romanistik, Hispanistik und Öffentliches Recht mit Abschluss als Magistra Artium 1996. Von 1997 bis 2000 war sie Assistentin der Geschäftsführung beim Bundesverband mittelständische Wirtschaft (BVMW e. V.). Von 2000 bis 2008 arbeitete sie freiberuflich in der Presse- und Öffentlichkeitsarbeit. 2008 übernahm sie eine Stelle als wissenschaftliche Mitarbeiterin für die FDP-Landtagsfraktion in NRW, wo sie bis 2014 arbeitete. 2015 wechselte sie zur Stiftung der Diakonie Michaelshoven e. V. in Köln, wo sie als Fundraiserin tätig war. 2017 beendete Westig dort ihre Tätigkeiten und zog in den 19. Deutschen Bundestag ein.

## Politischer Werdegang

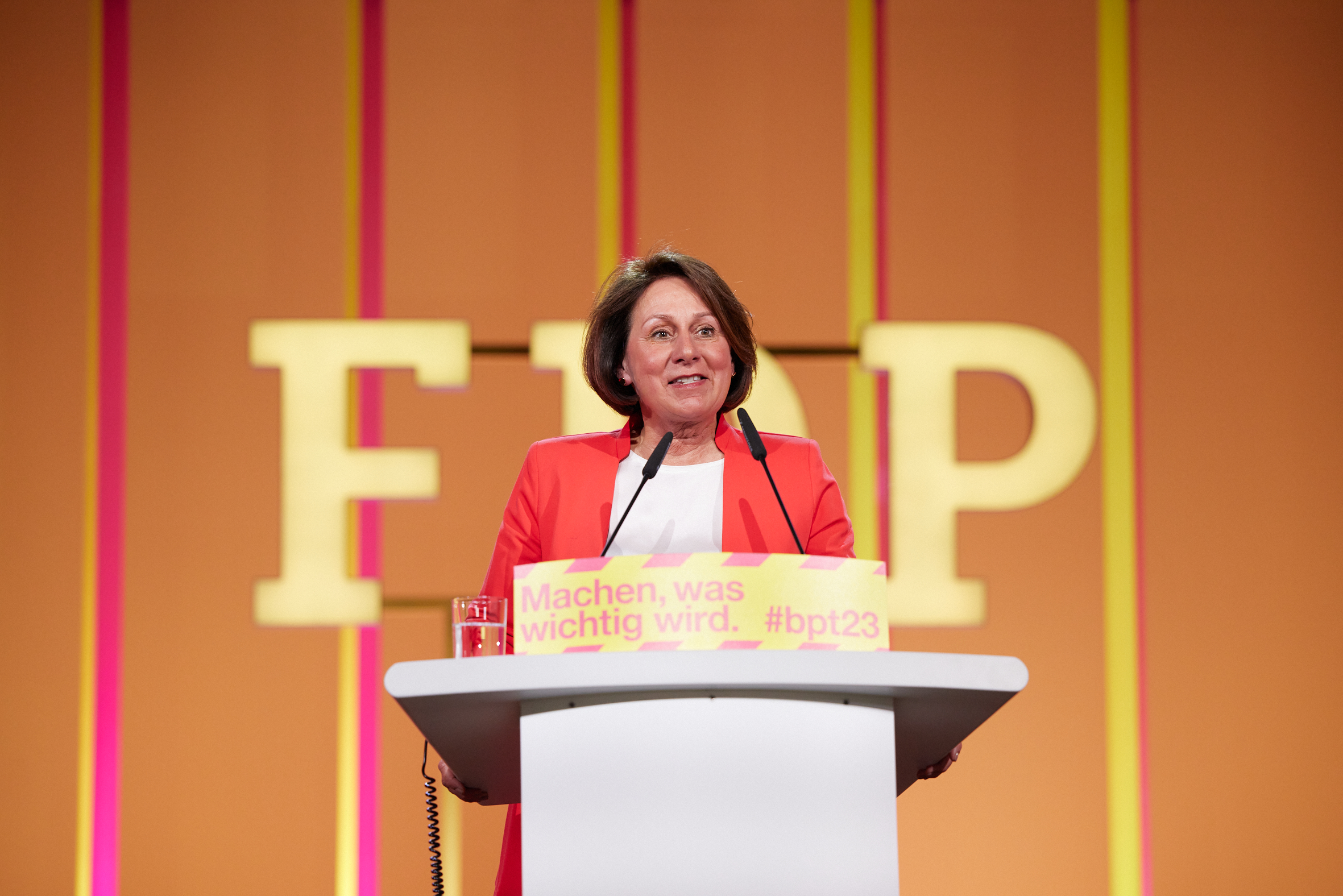
Nicole Westig auf dem FDP Bundesparteitag 2023

Nicole Westig trat 1987 in die FDP ein und im Jahr 1988 wurde sie Kandidatin zur Europawahl. Von 1989 bis 1993 war sie Mitglied im Landesvorstand der Jungen Liberalen NRW und wurde 1991 als deren stellvertretende Vorsitzende gewählt. Im Anschluss war sie ab 1992 für zwei Jahre Mitglied des FDP-Landesvorstandes in NRW, seit 2016 ist Westig erneut in dieser Position. Seit 2018 ist sie Kreisvorsitzende des FDP-Kreisverbandes Rhein-Sieg. Im Januar 2023 wurde Westig auf dem Landesparteitag der FDP NRW zur stellvertretenden Landesvorsitzenden gewählt und im April auf dem 74. Bundesparteitag zur Beisitzerin in Bundesvorstand der FDP.

### 19. Wahlperiode (2017 bis 2021)
Nicole Westig wurde durch die Landesliste NRW Mitglied im 19. Deutschen Bundestag und übernahm dort eine ordentliche Mitgliedschaft im Ausschuss für Gesundheit. Außerdem wurde sie stellvertretendes Mitglied im Ausschuss für wirtschaftliche Zusammenarbeit  und Entwicklung, sowie im Ausschuss für Familie, Senioren, Frauen und Jugend. 2018 wurde Westig pflegepolitische Sprecherin der FDP-Bundestagsfraktion.

### 20. Wahlperiode (2021 bis 2025)
2021 konnte Westig ihr Mandat verteidigen. Sie wurde erneut ordentliches Mitglied im Ausschuss für Gesundheit und zusätzlich stellvertretendes Mitglied im Ausschuss für Familie, Senioren, Frauen und Jugend und im Ausschuss für Bildung, Forschung und Technikfolgenabschätzung. Ab September 2023 war Westig ordentliches Mitglied im Ausschuss für Angelegenheiten der Europäischen Union und befasst sich dort mit den Ländern Italien, Spanien und Malta. Im Gesundheitsausschuss war sie weiterhin in stellvertretender Funktion Mitglied und blieb Berichterstatterin für Pädiatrie, Geburtshilfe und Frauengesundheit. Ab November 2023 war Westig stellvertretendes Mitglied im Auswärtigen Ausschuss. 
Des Weiteren war sie Vorsitzende der Deutsch-Französischen Parlamentariergruppe und Mitglied der Deutsch-Französischen Parlamentarischen Versammlung.
Bei der Bundestagswahl 2025 scheiterte die FDP an der Fünf-Prozent-Hürde, daher schied Westig aus dem Parlament aus.

## Mitgliedschaften
Nicole Westig ist Teil des Kuratoriums für die Stiftung Haus der Geschichte der Bundesrepublik Deutschland und ist Mitglied im Präsidium des Internationaler Bund e. V. Außerdem gehört Westig dem Verein Liberale Frauen e. V. an, ist Mitglied im Komitee des Aalkönig e. V. Bad Honnef und im Verband Liberal International.